# Наумбург, Вальтер
Вальтер (Уолтер) Наумбург (англ. Walter Wehle Naumburg; 25 декабря 1867, Нью-Йорк — 17 октября 1959, Нью-Йорк) — американский банкир и меценат. Сын Элькана Наумбурга.
Вальтер Наумбург унаследовал от отца как семейный бизнес, так и любовь к музыке. С восьми лет он играл на виолончели, с 1885 года учился в Гарвардском университете (в том числе у Фрэнсиса Джеймса Чайлда) и играл в студенческом оркестре. Окончив университет с отличием в 1889 году, на следующий год Наумбург присоединился к фирме Наумбурга-старшего. Позднее выступил одним из соучредителей Общества любителей камерного музицирования (англ. Society of Amateur Chamber Music Players) и принимал участие в его квартете. Однако в полной мере благотворительная деятельность Наумбурга развернулась после 1924 года, когда умер его отец и семейный банк перешёл под контроль двух сыновей Элькана Наумбурга.
По мнению Наумбурга, необходимая помощь молодым талантливым музыкантам должна была состоять в организации и финансировании их публичных концертов — при успехе которых в Нью-Йорке 1920-х гг., в котором работало множество критиков, обозревающих события музыкальной жизни в газетах и журналах, дальнейшая карьера была гарантирована. В 1925—1926 гг. Наумбург организовал несколько таких концертов, отбирая их участников на конкурсной основе (так, в 1926 г. из 37 музыкантов были отобраны три скрипача, выступившие затем в одном из престижных нью-йоркских концертных залов). Успех этой попытки побудил Наумбурга в 1926 г. основать специальный фонд для проведения конкурсов, и с 1928 г. под эгидой фонда, возглавляемого самим Наумбургом вплоть до его смерти, начал проводиться Наумбурговский конкурс для молодых музыкантов.
Кроме того, Наумбург продолжил начатое его отцом субсидирование трёх ежегодных публичных концертов в нью-йоркском Центральном парке, входил в попечительские советы музыкальных факультетов Гарвардского и Принстонского университетов, Консерватории Новой Англии и многих других учреждений культуры.
С 1953 года был женат на орнитологе Элси Бингер.